# 威楚路
威楚路，元朝时设置的路。
南诏建国前，为爨族首长威楚筑城，南诏设银生节度使。大理国为威楚郡。蒙古帝国蒙哥在1256年改为万户府。元朝至元八年（1271年）改为威楚路。属云南行中书省，治所在威楚县（今云南省楚雄市）。辖境相当今云南省楚雄市、牟定县、南华县、双柏县、景东彝族自治县、景谷傣族彝族自治县等地。明朝洪武十五年（1382年）二月，改威楚县为楚雄县，三月，改威楚路为楚雄府。